# 뉴욕 자이언츠

뉴욕 자이언츠 엠블럼

뉴욕 자이언츠(영어: New York Giants, 약칭: Giants)는 내셔널 풋볼 리그 팀이며, 내셔널 풋볼 콘퍼런스에 소속된 구단이다. 홈구장 메트라이프 스타디움은 뉴욕 제츠와 함께 이용한다.